# Фокер 50
Фокер 50 (енгл. Fokker F27 Mk. 50) је путнички авион холандског произвођача Фокер са турбо-елисним моторима. Авион је замишљен као побољшани наследник свог врло успешног претходника, Фокера , док је Фокер 60 продужена транспортна верзије. Оба авиона су изграђивани у фокеровој фабрици у Холандији. Фокер 60 је такође користило Ратно ваздухопловство Холандије.

## Пројектовање и развој
Фокер 50 је развијан након пада продаје Фокера F27 1980-их година. Управа Фокера је сматрала оправданим израду модернизованог авиона на основама Фокер F27 и Фокер F28. Конструисање Фокера 50 започето је током 1983. године. Фокер 50 настао је на продуженој конструкцији F27-500. Труп је добио више мањих прозора, а предње вешање је имало два точка. Основна конструкција трупа, крила и репних површина није се мењала, али је повећана употреба композитних материјала. С Прат енд Витни Канада PW124 турбо-проп моторима са шестерокраким пропелером је економичнији и постиже 12% већу брзину од F27. Пнеуматски системи замењени су хидрауличним, уграђене су електронске контроле мотора и пропелера. Пилотска кабина опремљена је EFIS системом. Први прототип узлетио је 28. децембар 1985, а први F50 13. фебруар 1987. исте године Луфтханза уводи авион у своју флоту. Фокер 50 може превести до 62 путника на удаљеност од 2000 километара.

## Производња
Авио-компаније ДЛТ и Ансет ерлајнс били су први купци. Фокер је израдио два прототипа на основи конструкције F27. Први је полетио 28. децембра 1985, а сертификат Министарства ваздухопловства Холандије добијен је 1987. године када је и достављен први произведени авион немачком ДЛТ-у. Након гашења авио-компаније Фокер 1996. године, завршена је и израда овог авиона. Последња авион испоручен је годину дана касније. Укупно је израђено 213 примерака овог авиона. Према подацима из августа 2006. 171 Фокер 50 је био у редовном сервису. Већи корисници су: Малаизиа ерлајнс (10), Деним ер (12), КЛМ Ситихопер (14), Скајвејс екпрес (18) и ВЛМ ерлајнс (20). Још око 27 авио-компанија користи мањи број ових авиона.

## Варијанте
Фокер 50
- - верзија продавана као Фокер 50 (означавана и као Фокер 5-10). Конструисан на основи авиона F27 Mark 500, са два Прат енд Витни Канада PW125B или PW127B турбо-елисна мотора који покрећу шестерокраке пропелере.
- - верзија продавана такође као Фокер 50 (као и 050). Авион је имао промењен унутрашњи распоред и промењен тип задњих излаза у случају опасности. Израђено је шест авиона, по два за Ратно ваздухопловство Холандије, Ратно ваздухопловство Сингапура и Брунја.[2]

Фокер 60
- - верзија продавана као Фокер 60. Авион је имао продужени труп (1,02 m испред крила и 0,80 m иза крила), велика теретна врата на предњој десној страни трупа, а покретала су га два Прат енд Вити PW127B турбо-проп мотора. Израђена су само четири авиона.

## Земље у којима је коришћен овај авион

### Актуелни војни корисници
- Холандија
- Сингапур
- Република Кина

### Бивши војни корисници
| - Малезија - Естонија - Луксембург - Аустрија | - Немачка - Норвешка - Филипини - Нигерија |